# Barbara Anderson (Schauspielerin)
Barbara Anderson (* 27. November 1945 in Brooklyn, New York City) ist eine US-amerikanische Schauspielerin.

## Leben
Anderson wuchs in Brooklyn und Memphis, Tennessee auf. Dort gewann sie die Wahl zur Miss Memphis. Sie zog Mitte der 1960er Jahre nach Hollywood, um eine Schauspielkarriere aufzunehmen. 1966 hatte sie Gastrollen in Raumschiff Enterprise und Die Leute von der Shiloh Ranch. Im Jahr darauf erhielt sie die Rolle der Eve Whitfield in der Fernsehserie Der Chef mit Raymond Burr. Bis 1971 spielte sie die Rolle in 105 Episoden und wurde dafür 1968 mit dem Emmy ausgezeichnet. Sie verließ nach ihrer Heirat mit Don Burnett die Serie. Anderson und Burnett waren bis November 2009 verheiratet, die Ehe blieb kinderlos.
Nach ihrem Ausscheiden aus der Serie hatte sie eine wiederkehrende Rolle in der letzten Staffel von Kobra, übernehmen Sie. Sie spielte danach in verschiedenen Serien und Fernsehproduktionen. Zuletzt war sie im Fernsehfilm Der Chef kehrt zurück zu sehen, einer Fortsetzung der Serie.

## Filmografie (Auswahl)
- 1966: Die Leute von der Shiloh Ranch (The Virginian, Fernsehserie, eine Folge)
- 1966: Raumschiff Enterprise (Star Trek, Fernsehserie, Episode 13 aus Staffel 1: Kodos, der Henker)
- 1967: Mannix (Fernsehserie, eine Folge)
- 1967–1971: Der Chef (Ironside, Fernsehserie, 104 Folgen)
- 1972: Der Sechs-Millionen-Dollar-Mann (The Six Million Dollar Man, Fernsehserie, eine Folge)
- 1972: Kobra, übernehmen Sie (Mission: Impossible, Fernsehserie, sieben Folgen)
- 1977: Wonder Woman (Fernsehserie, eine Folge)
- 1977: Todesflug (Death Flight)
- 1978: Love Boat (The Love Boat, Fernsehserie, eine Folge)
- 1979: Hawaii Fünf-Null (Hawaii Five-O, Fernsehserie, eine Folge)
- 1983: Simon & Simon (Fernsehserie, eine Folge)
- 1988: Bonanza: The Next Generation (Fernsehfilm)
- 1993: Der Chef kehrt zurück (The Return of Ironside, Fernsehfilm)

## Auszeichnungen und Nominierungen
- Emmy
  - Gewonnen – Beste Nebendarstellerin in einer Dramaserie – Der Chef (1968)
  - Nominiert – Nebendarstellerin in einer Dramaserie – Der Chef (1969)
  - Nominiert – Nebendarstellerin in einer Dramaserie – Der Chef (1970)